# Lineacoelotes longicephalus
Lineacoelotes longicephalus là một loài nhện trong họ Agelenidae.
Loài này thuộc chi Lineacoelotes. Lineacoelotes longicephalus được Yajun Xu, S. Q. Li & Jia-Fu Wang miêu tả năm 2008.